# Belleview-Biltmore Hotel
El Belleview-Biltmore Resort and Spa fue un complejo hotelero histórico ubicado en 25 Belleview Boulevard en la ciudad de Belleair, Florida, Estados Unidos. Los 350 pies cuadrados (3251,6 dm²) la estructura del hotel fue el último gran hotel histórico restante de su período en Florida que existió como centro turístico, y el único hotel Henry Plant que aún estaba en funcionamiento cuando cerró en 2009. El edificio se destacó por sus características arquitectónicas, con su techo inclinado verde y el exterior de madera blanca, y la carpintería artesanal y el vidrio Tiffany en el interior. Construida con madera de pino corazón de Florida nativa, fue la segunda estructura de madera ocupada más grande de los Estados Unidos después de 1938; solo el Hotel Del Coronado en San Diego era más grande.
Está situado en el punto más alto de la costa de Florida con vistas a la bahía y las islas de barrera que bordean el Golfo de México. El hotel fue construido en el verano de 1896 por el magnate ferroviario Henry B. Plant y abrió el 15 de enero de 1897. Originalmente conocido como Belleview Hotel, se agregó al Registro Nacional de Lugares Históricos de Estados Unidos el 26 de diciembre de 1979 como Belleview-Biltmore Hotel y se eliminó en 2017 luego de su reubicación.
Cuando el último miembro de la familia Plant murió en 1918, fue vendido a John McEntee Bowman, fundador de la cadena hotelera Biltmore. Cambió el nombre del hotel a Belleview-Biltmore en 1926 durante un cambio de marca de su cadena hotelera.
Cerró en 2009 y, posteriormente, se deterioró por negligencia. A pesar de la designación histórica y los esfuerzos de los grupos de preservación para salvarlo, varias propuestas para restaurar la propiedad como hotel turístico no tuvieron éxito y los propietarios comenzaron la demolición en 2015 para condominios. Una parte de la estructura de 1897 se salvó y se reubicó en una nueva base y se restauró como The Belleview Inn, una posada boutique. El Belleview Inn es miembro de Historic Hotels of America.
El Belleview-Biltmore recibió a dignatarios y líderes mundiales a lo largo de los años, incluidos los presidentes de EE UU Barack Obama, George HW Bush, Jimmy Carter y Gerald Ford, la ex primera ministra británica Margaret Thatcher y el duque de Windsor, así como celebridades como Joe DiMaggio, Babe Ruth, Thomas Edison y Henry Ford. Algunos piensan que es el sitio de avistamientos de fantasmas y otros eventos paranormales.  Apareció en un segmento de la serie Weird Travels en la cadena de televisión Travel Channel en los EE. UU., que fue filmada en marzo de 2004 por Authentic Entertainment. 

## Historia

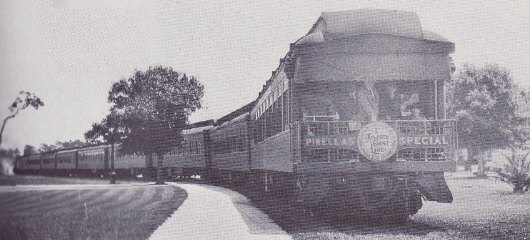
El Especial Pinellas en el hotel

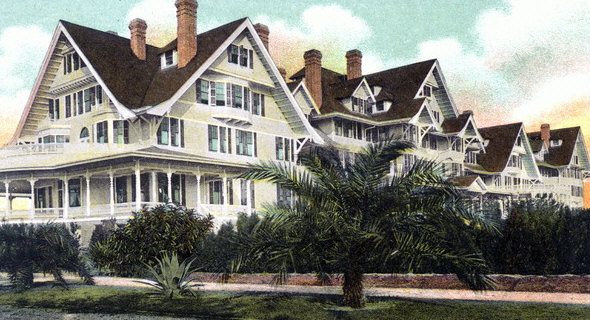
El hotel como aparecía antes de la Segunda Guerra Mundial

### 1897–1942
Abrió sus puertas el 15 de enero de 1897. Fue construido por Henry B. Plant como un destino turístico para impulsar los viajes turísticos en su línea de ferrocarril que sirve a la costa oeste de Florida, que había adquirido en 1893 como parte de su red de ferrocarriles Plant System en expansión. Atlantic Coast Line Railroad, que absorbió las líneas Plant System en 1902, continuó operando el tren Pinellas Special (trenes n.° 95 y 96) desde la ciudad de Nueva York hasta un apartadero en la propiedad del hotel en la década de 1920. John McEntee Bowman compró el hotel en 1919 y lo absorbió en su creciente y conocido Bowman-Biltmore Hotels. Cambió el nombre a Belleview Biltmore en 1926.

### La Segunda Guerra Mundial y los años de la posguerra
Durante la Segunda Guerra Mundial, el Belleview Biltmore sirvió como alojamiento para los militares que estaban estacionados en la Base de la Fuerza Aérea Macdill en Tampa.
Después de la Segunda Guerra Mundial, fue comprado por Bernard F. Powell.
En las décadas de 1970 y 1980, comenzó a declinar a medida que los patrones de viaje cambiantes y la competencia intensificada de los moteles frente a la playa más nuevos causaron pérdidas significativas.
En preparación para su gira Rolling Thunder Revue de 1976, el músico Bob Dylan pasó gran parte de abril ensayando en el Belleview Biltmore con su compañía. Los miembros de la banda incluyeron a Roger McGuinn de The Byrds, la violinista Scarlet Rivera y la reina del folk Joan Baez. Dylan eventualmente tocaría dos shows el día 22 en el Starlight Ballroom del hotel.
Una empresa japonesa, Mido Development, compró a Powell en 1990-1991 y lo rebautizó como Belleview Mido Resort Hotel. Mido hizo muchas reparaciones y adiciones, incluida una nueva área de spa y entrada, y luego vendió la propiedad al hotelero Salim Jetha en 1997. La adición se hizo para crear una apariencia más moderna a la entrada. Al mismo tiempo, el quinto piso del edificio se cerró y se dejó en un estado variable.

### Siglo 21
En 2001, se hicieron intentos de restaurar las áreas comunes y las habitaciones de huéspedes hasta 2004. Durante el verano de 2004, el hotel sufrió los embates de los huracanes Jeane y Francis, que causaron graves daños en un techo ya deteriorado, dejando en el limbo los planes para restaurar completamente el edificio. Se contrató a Tom Cook Construction Inc. para colocar cubiertas protectoras sobre el edificio mientras se hacían planes para reemplazar este material existencial.A fines de 2004, DeBartolo Development Group ofreció comprar la propiedad de Belleview Biltmore Resort, Ltd., entonces propiedad de Urdang and Associates, para demoler la estructura del hotel y reemplazarla con tiendas minoristas y condominios . Sin embargo, la propuesta se retiró en enero de 2005, después de la indignación pública por el plan, los desarrolladores citaron la falta de apoyo público. Sin embargo, en abril de 2005, los informes publicados decían que el grupo DeBartolo planeaba una vez más comprar el hotel y lo tenía bajo contrato con Urdang and Associates, lo que generó preocupación entre los conservacionistas históricos cuando se reveló que DeBartolo había presentado una solicitud de permiso de demolición con la ciudad de Belleair (donde se encuentra el hotel) para demoler el Belleview Biltmore.
Los conservacionistas argumentaron que el condado de Pinellas o la ciudad de Belleair deberían adoptar medidas para proteger las estructuras históricas, citando hoteles en otros lugares de edad similar que se han restaurado con éxito mientras ofrecen servicios y comodidades actualizados, como el Grand Hotel en Mackinac Island en Michigan, el Hotel del Coronado en San Diego y el Williamsburg Inn en Williamsburg, Virginia .
El 9 de marzo de 2007, el St. Petersburg Times informó que Legg Mason había firmado un contrato de compra del hotel con la intención de preservarlo. "Los ejecutivos de Legg Mason Real Estate Investors no revelaron el precio de compra propuesto ni la fecha de cierre, pero dijeron en una declaración escrita que tenían un contrato para comprar el complejo y tenían la intención de preservar el hotel de 110 años", informó el Times. Legg Mason contrató los servicios del arquitecto de preservación histórica Richard J. Heisenbottle, FAIA para preparar planes de restauración y redesarrollo para el proyecto. En mayo de 2008, la ciudad de Belleair aprobó los planes de Heisenbottle para restaurar y ampliar el hotel, que incluían un nuevo spa y garajes subterráneos, tras la compra de la propiedad por parte de Legg Mason Real Estate Investors (ahora Latitude Management Real Estate Investors) por $30,3 millón.

### Cierre
El 29 de enero de 2009, se anunció que el centro vacacional cerraría a fines de mayo por los tres años, $100 proyecto de renovación de millones, que reabrirá en 2012, dijo el director gerente del hotel. Sin embargo, luego del cierre del hotel a mediados de 2009, un abogado del propietario Latitude Management dijo que el trabajo de renovación se ha estancado debido a litigios de los residentes cercanos, que se oponen a algunos aspectos de los planes de remodelación. Mientras tanto, la junta de códigos de Belleair votó el 2 de noviembre de 2009 para comenzar a multar a los propietarios ahora cerrado con $ 250 por día por no reparar el techo "dilapidado y deteriorado".
En 2010, se retiró el plan Legg-Mason y se presentaron otros inversores. Los hermanos Ades, de Miami, compraron el hotel vacante e indicaron en diciembre de 2011 que planeaban demoler el hotel y reemplazarlo con condominios. El gobierno de la ciudad, según los informes, expresó su disposición a aprobar la demolición del hotel.
El 9 de enero de 2012, el propietario de la propiedad intentó demoler el hotel para construir hasta 180 casas adosadas en el sitio.
El 13 de diciembre de 2013, se informó que otro inversionista potencial, Belleview Biltmore Partners LLC, estaba negociando el arrendamiento y la compra del hotel y el club de golf, con la esperanza de restaurar el hotel. El socio gerente Richard Heisenbottle dijo: "No nos adherimos a la teoría de que el emblemático Belleview Biltmore Hotel & Resort no tiene reparación y ya no se puede restaurar".

### Demolición

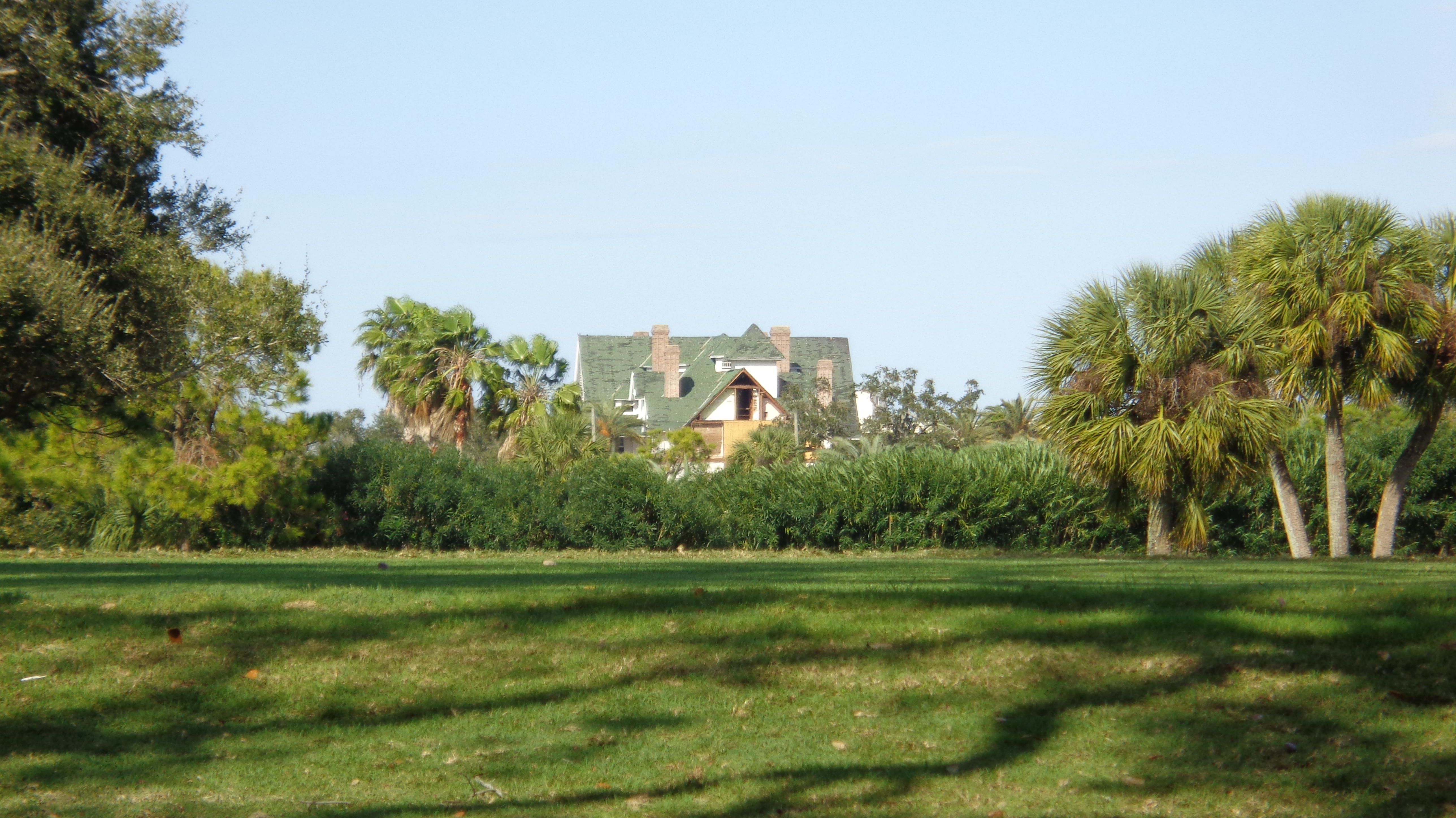
La parte preservada del hotel Belleview-Biltmore en diciembre de 2016

En 2014, la Comisión del Pueblo de Belleair aprobó los planes del propietario actual, JMC Communities, para un desarrollo de 125 $ millones para derribar todo menos el ala oeste de aproximadamente 38,000 pies cuadrados de la estructura original, o el 10 por ciento, después de documentar primero la historia del hotel a través de fotografías y catálogos escritos. Una parte se convertiría en una posada boutique con piezas recuperadas incorporadas a la decoración. Luego, a la posada se unirían 132 nuevos condominios y casas adosadas, según los planes.
El 9 de mayo de 2015, JMC comenzó la demolición, cuyo director es el desarrollador Mike Cheezem.
Los Amigos de Belleview Biltmore, una organización que lucha para salvar la estructura histórica, junto con el Fideicomiso de Florida para la Preservación Histórica y el Fideicomiso Nacional para la Preservación Histórica, solicitaron una orden judicial para evitar una mayor demolición. En diciembre de 2015, el abogado del pueblo de Belleair dijo que todas las demandas habían sido "retiradas voluntariamente" por las partes, lo que permitió que el desarrollador continuara con la demolición y construcción continua de nuevas casas adosadas y condominios, conservando una parte de la estructura de 1897 como un pequeño hotel boutique. El edificio fue eliminado del Registro Nacional de Lugares Históricos en octubre de 2017. 

### Reubicación

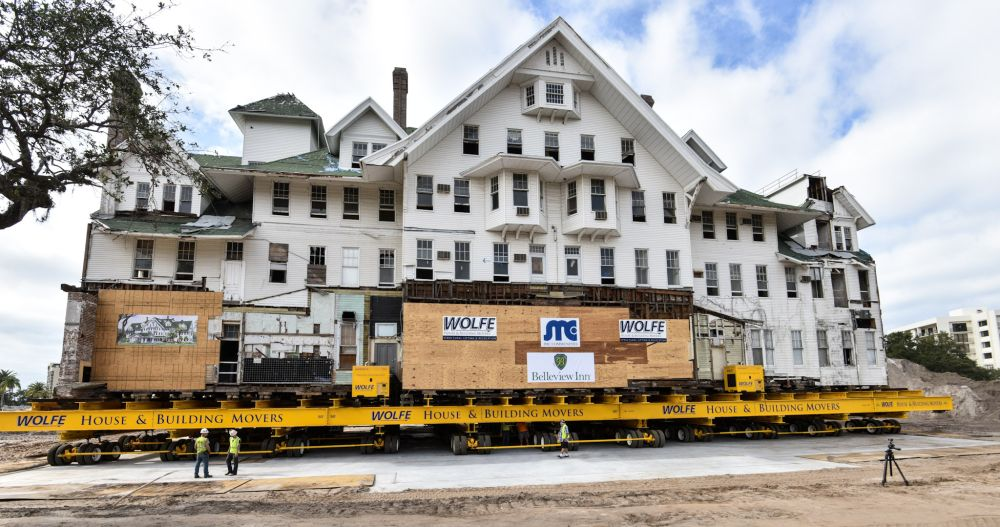
Wolfe House & Building Movers utilizó el Buckingham Power Dolly System para reubicar una pequeña parte del Hotel Belleview-Biltmore en diciembre de 2016

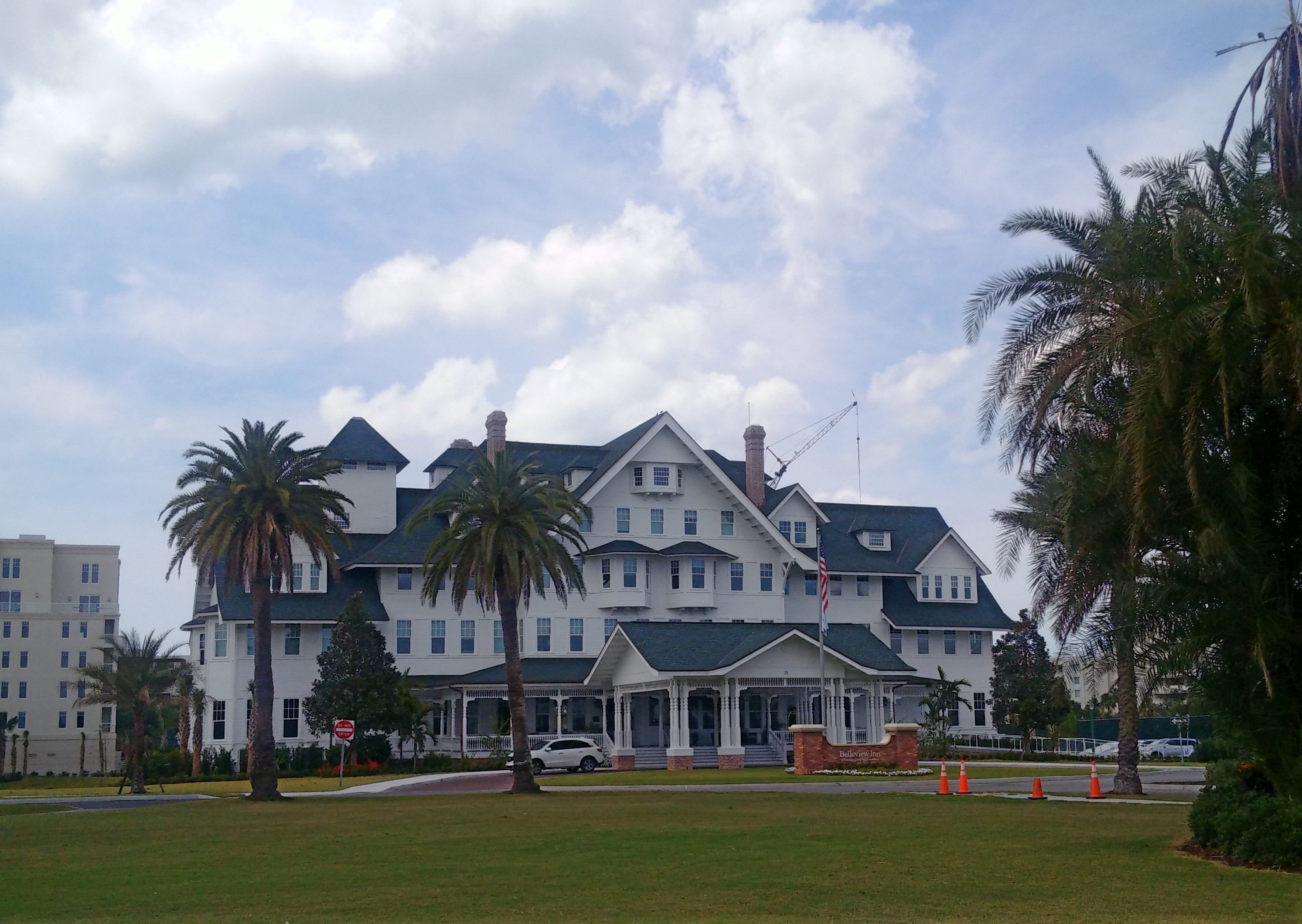
El renovado y reabierto Belleview Inn en 2019

El 21 de diciembre de 2016, la parte preservada del hotel Belleview-Biltmore se colocó sobre plataformas rodantes hidráulicas y se movió 230 pies. La estructura se colocó sobre una nueva base donde fue restaurada y reabierta en diciembre de 2018, como Belleview Inn, un hotel boutique.